# Потаро
Потаро (на английски: Potaro River) е река в Гвиана, ляв приток на Есекибо. Дължината ѝ е 225 km, а площта на водосборния басейн – 2395 km².
Река Потаро води началото си на 1115 m н.в., от масива Аянгане, издигащ се в източната част на планината Сиера Пакарайма, най-високата част на Гвианската планинска земя. В горното си течение до селището Холмия тече на югоизток, в средното, до устието на река Курибронг – на североизток, а в долното – на изток. При слизането си от Гвианската планинска земя до Гвианската низина образува многочислени прагове и 9 водопада, като най-големият е Кайетур (височина 226 m, един от най-големите в света). Влива се отляво в река Есекибо, на 17 m н.в. Основен приток е река Курибронг (ляв). Средният ѝ годишен отток при най-долния водопад Туматумари е 522 m³/s. В района на водопада Кайетуре е създаден националния парк „Кайетур“.
В периода от 1835 до 1839 г. немският изследовател на британска служба Робърт Шомбург заедно с брат си открива, изследва и картографира целия водосборен басейн на река Есекибо, в т.ч. река Потаро и водопада Кайетур.